# U218 Singles
U218 Singles ist das dritte Kompilationsalbum der irischen Rockband U2, das im November 2006 erschien.

## Entstehung und Veröffentlichung
Die Erstveröffentlichung von U218 Singles erfolgte am 17. November 2006 bei den Musiklabels Island Records und Mercury Records. Das Album erschien in seiner Originalausführung als CD und Download mit 18 Titeln (Katalognummer: 0602517135413). Drei Tage später erschien eine Deluxeausführung mit der Bonus-DVD Live from Milan (Katalognummer: 0602517135932).
Das Album beinhaltet neben 16 älterenen Aufnahmen mit The Saints Are Coming, das in Zusammenarbeit mit der US-amerikanischen Rockband Green Day entstand, und Window in the Skies zwei neun Titel, die auch als Singles ausgekoppelt wurden.

## Titelliste
1. Beautiful Day (All That You Can’t Leave Behind, 2000)
2. I Still Haven’t Found What I’m Looking For (The Joshua Tree, 1987)
3. Pride (In the Name of Love) (The Unforgettable Fire, 1984)
4. With or Without You (The Joshua Tree, 1987)
5. Vertigo (How to Dismantle an Atomic Bomb, 2005)
6. New Year’s Day (War, 1983)
7. Mysterious Ways (Achtung Baby, 1991)
8. Stuck in a Moment You Can’t Get Out Of (All That You Can’t Leave Behind, 2000)
9. Where the Streets Have No Name (The Joshua Tree, 1987)
10. Sweetest Thing
11. Sunday Bloody Sunday (War, 1983)
12. One (Achtung Baby, 1991)
13. Desire (Rattle and Hum, 1988)
14. Walk On (All That You Can’t Leave Behind, 2000)
15. Elevation (All That You Can’t Leave Behind, 2000)
16. Sometimes You Can’t Make It on Your Own (How to Dismantle an Atomic Bomb, 2005)
17. The Saints Are Coming (mit Green Day)
18. Window in the Skies
19. I Will Follow (UK-Bonustitel) (Boy, 1980)

Videoalbum
1. Vertigo
2. I Will Follow
3. Elevation
4. I Still Haven’t Found What I’m Looking For
5. All I Want Is You
6. City of Blinding Lights
7. Sometimes You Can’t Make It on Your Own
8. Miss Sarajevo
9. Original of the Species
10. With or Without You

## Kommerzieller Erfolg

### Chartplatzierungen
| ChartsChartplatzierungen       | Höchstplatzierung | Wochen |
| ------------------------------ | ----------------- | ------ |
| Deutschland (GfK)              | 5 (25 Wo.)        | 25     |
| Irland (IRMA)                  | 1 (47 Wo.)        | 47     |
| Österreich (Ö3)                | 2 (18 Wo.)        | 18     |
| Schweiz (IFPI)                 | 1 (20 Wo.)        | 20     |
| Vereinigte Staaten (Billboard) | 12 (47 Wo.)       | 47     |
| Vereinigtes Königreich (OCC)   | 4 (71 Wo.)        | 71     |

| ChartsJahrescharts (2006)    | Platzierung |
| ---------------------------- | ----------- |
| Österreich (Ö3)              | 48          |
| Schweiz (IFPI)               | 33          |
| Vereinigtes Königreich (OCC) | 19          |

| ChartsJahrescharts (2007)      | Platzierung |
| ------------------------------ | ----------- |
| Deutschland (GfK)              | 76          |
| Österreich (Ö3)                | 40          |
| Schweiz (IFPI)                 | 95          |
| Vereinigte Staaten (Billboard) | 60          |

### Auszeichnungen für Musikverkäufe
| Land/Region                  | Auszeichnungen für Musikverkäufe (Land/Region, Auszeichnung, Verkäufe) | Verkäufe    |
| ---------------------------- | ---------------------------------------------------------------------- | ----------- |
| Argentinien (CAPIF)          | Platin                                                                 | 40.000      |
| Australien (ARIA)            | 5× Platin                                                              | 350.000     |
| Belgien (BRMA)               | Platin                                                                 | 50.000      |
| Brasilien (PMB)              | Platin                                                                 | 60.000      |
| Dänemark (IFPI)              | Platin                                                                 | 30.000      |
| Deutschland (BVMI)           | Platin                                                                 | 200.000     |
| Europa (IFPI)                | 2× Platin                                                              | (2.000.000) |
| Griechenland (IFPI)          | Platin                                                                 | 15.000      |
| Irland (IRMA)                | 6× Platin                                                              | 90.000      |
| Italien (FIMI)               | Platin                                                                 | 50.000      |
| Japan (RIAJ)                 | Gold                                                                   | 100.000     |
| Kanada (MC)                  | Platin                                                                 | 100.000     |
| Mexiko (AMPROFON)            | Gold                                                                   | 50.000      |
| Neuseeland (RMNZ)            | 4× Platin                                                              | 60.000      |
| Niederlande (NVPI)           | Gold                                                                   | 35.000      |
| Polen (ZPAV)                 | 2× Platin                                                              | 40.000      |
| Portugal (AFP)               | Platin                                                                 | 20.000      |
| Russland (NFPF)              | Platin                                                                 | 20.000      |
| Schweiz (IFPI)               | Platin                                                                 | 30.000      |
| Spanien (Promusicae)         | Platin                                                                 | 80.000      |
| Ungarn (MAHASZ)              | Platin                                                                 | 6.000       |
| Vereinigtes Königreich (BPI) | 5× Platin                                                              | 1.500.000   |
| Insgesamt                    | 3× Gold · 37× Platin ·                                                 | 2.936.000   |